# Lackas
Lackas (EC 1.10.3.2) är ett kopparjoninnehållande redoxenzym som syntetiseras bland annat av vednedbrytande svampar och insekter. Det innehåller i regel fyra kopparjoner som under den katalytiska cykeln alternerar mellan Cu(I) och Cu(II). Lackas oxiderar en mängd olika fenoliska substrat och utför en-elektronoxidationer, vilket leder till tvärbindning. Till exempel spelar lackaser en roll i bildandet av lignin genom att främja den oxidativa kopplingen av monolignoler, en familj av naturligt förekommande fenoler. Andra lackaser, som de som produceras av svampen Pleurotus ostreatus, spelar en roll i nedbrytningen av lignin och kan därför klassas som ligninmodifierande enzymer. Andra lackaser som produceras av svampar kan underlätta biosyntesen av melaninpigment. Lackaser katalyserar ringklyvning av aromatiska föreningar.
Lackas studerades först av Hikorokuro Yoshida 1883 och sedan av Gabriel Bertrand 1894 i saften från det japanska lackträdet där det hjälper till att bilda lack, därav namnet lackas.

## Aktiv plats

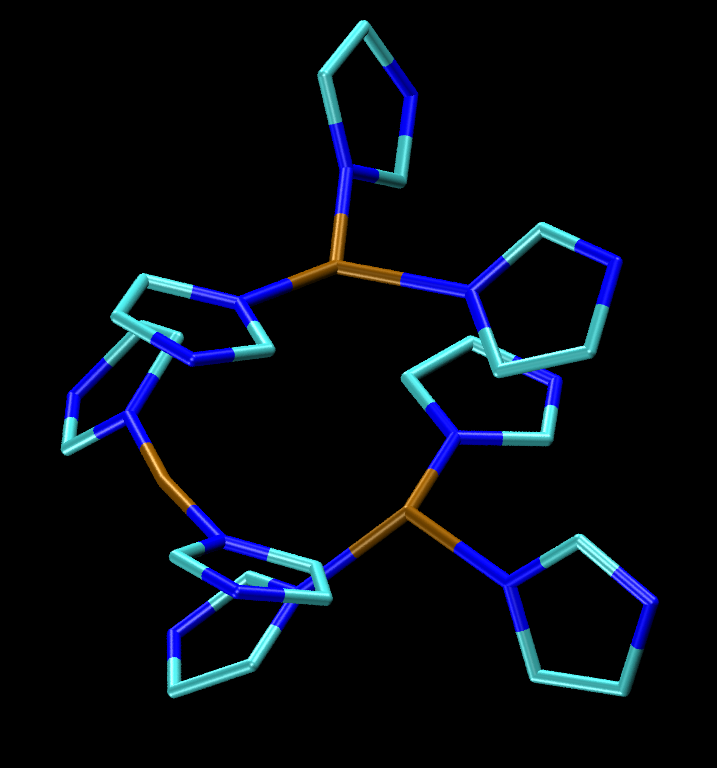
Trikopparplatsen finns i många lackaser; observera att varje kopparcentrum är bundet till histidinernas imidazol-sidokedjor (färgkod: koppar är brun, kväve är blått).

Den aktiva platsen består av fyra kopparcentra, som antar strukturer klassificerade som typ I, typ II och typ III. En trikopparuppsättning innehåller koppar av typ II och III (se figur). Det är detta centrum som binder O2 och reducerar det till vatten. Varje Cu(I,II)-par levererar en elektron som krävs för denna omvandling. Koppar av typ I binder inte O2, utan fungerar enbart som ett elektronöverföringsställe. Kopparcentret av typ I består av en enkel kopparatom som är ligerad till minst två histidinrester och en enda cysteinrest, men i vissa lackaser som produceras av vissa växter och bakterier innehåller kopparcentret typ I ytterligare en metioninligand. Kopparcentret av typ III består av två kopparatomer som var och en har tre histidinligander och är kopplade till varandra via en hydroxidöverbryggande ligand. Det slutliga kopparcentret är kopparcentret av typ II, som har två histidinligander och en hydroxidligand. Typ II tillsammans med typ III kopparcentrum bildar trikopparuppsättningen, där disyrereduktion sker. Koppar av typ III kan ersättas med Hg(II), vilket orsakar en minskning av lackasaktiviteten. Cyanid tar bort all koppar från enzymet, och återinbäddning med koppar typ I och typ II har visat sig vara omöjlig. Koppar av typ III kan emellertid återinbäddas i enzymet. En mängd andra anjoner hämmar lackas.
Lackaser påverkar syrereduktionsreaktionen vid låga överpotentialer. Enzymet har undersökts som katod i enzymatiska biobränsleceller. De kan paras ihop med en elektronmediator för att underlätta elektronöverföring till en solid elektrodtråd. Lackaser är några av de få oxidoreduktaser som kommersialiseras som industriella katalysatorer. 

## Aktivitet i vetedeg
Lackaser har potential att tvärbinda livsmedelspolymerer som proteiner och icke-stärkelsepolysackarider i deg. I icke-stärkelsepolysackarider, som arabinoxylaner (AX), katalyserar lackas den oxidativa gelningen av feruloylerade arabinoxylaner genom dimerisering av deras ferulsyraestrar. Dessa tvärbindningar har visat sig avsevärt öka det maximala motståndet och minska töjbarheten hos degen. Resistensen ökade på grund av tvärbindningen av AX via ferulsyra och resulterade i ett starkt AX- och glutennätverk. Även om lackas är känt för att tvärbinda AX, fann man under mikroskop att lackaset också verkade på mjölproteinerna. Oxidation av ferulsyran på AX för att bilda ferulsyraradikaler ökade oxidationshastigheten för fria SH-grupper på glutenproteinerna och påverkade därmed bildandet av SS-bindningar mellan glutenpolymerer. Lackas kan också oxidera peptidbundet tyrosin, men mycket dåligt. På grund av den ökade styrkan hos degen visade den oregelbunden bubbelbildning under jäsningen. Detta var ett resultat av att gasen (koldioxid) fastnade i skorpan så att den inte kunde diffundera ut (som den skulle ha gjort normalt) och orsakade onormal porstorlek. Motstånd och töjbarhet var en funktion av doseringen, men vid mycket hög dosering visade degen motsägelsefulla resultat: maximalt motstånd minskade drastiskt. Den höga dosen kan ha orsakat extrema förändringar i degens struktur, vilket resulterat i ofullständig glutenbildning. Ett annat skäl är att det kan efterlikna överblandning, vilket orsakar negativa effekter på glutenstrukturen. Lackasbehandlad deg hade låg stabilitet under långvarig lagring. Degen blev mjukare och detta är relaterat till lackasförmedling. Den lackasmedierade radikalmekanismen skapar sekundära reaktioner av FA-härledda radikaler som resulterar i brytning av kovalenta bindningar i AX och försvagning av AX-gelen.

## Bioteknik
Lackasernas förmåga att bryta ned olika aromatiska polymerer har lett till forskning om deras potential för biosanering och andra industriella tillämpningar. Lackaser har använts i produktionen av viner  och inom livsmedelsindustrin. Studier som använder svamp- och bakterielackaser för att bryta ned nya föroreningar har också utförts. I synnerhet har det visats att lackaser kan användas för att katalysera nedbrytning och avgiftning av ett stort antal aromatiska föroreningar, som azofärgämnen, bisfenol A och läkemedel. Transgena växter vars rötter utsöndrar det skulle också kunna användas på samma sätt.